# Мішааль аль-Ахмед аль-Джабер ас-Сабах
Мішааль аль-Ахмед аль-Джабер ас-Сабах (араб. مشعل الأحمد الجابر الصباح‎; нар. 27 вересня 1940, Ель-Кувейт) — сімнадцятий емір Кувейту з 16 грудня 2023 року, член династії ас-Сабах.

## Біографія
Народився 27 вересня 1940 року в сім'ї шейха Ахмада I та його дружини Мар'ям Маліт аль Хувайла.
1960 року закінчив Поліцейський коледж Хендона.
З 1967 по 1980 був головою державної безпеки.
Пізніше працював у Міністерстві внутрішніх справ, доки 2004 року не став заступником командувача Національної Гвардії, на цій посаді був до жовтня 2020 року. Після смерті старшого брата Сабаха інший брат Наваф, який став еміром Кувейту, призначив його спадковим принцем країни.
17 квітня 2023 року оголосив про розпуск Національних зборів Кувейту, пославшись на ухвалений раніше спеціальний закон.
16 грудня 2023 року після смерті старшого брата Навата став новим еміром Кувейту.

## Особисте життя
У Мішала дві дружини: Нурія Сабах Ас-Салем Ас-Сабах і Муніра Бадах Аль-Мутайрі. Має 12 дітей: п'ятеро синів і сім дочок. Він засновник і був почесним президентом Товариства радіоаматорів Кувейту. Він також був почесним президентом Асоціації пілотів авіаінженерів Кувейту та Дивану поетів.